# أزرو ن تسريث
أزرو ن تسريث (بالعربية: صخرة العروس) هي موقعة أسطورية تقع على بعد حوالي 25 كلم جنوب مدينة الحسيمة شمال المغرب، هي واحدة من المواقع التي تروي حكاية مثيرة متجذرة في مخيلة سكان منطقة الريف المغربي.
تحكي إحدى الاساطير المتداولة عن الصخرة، أن فتاة أرغمتها عائلتها على الزواج، وبينما كان موكب العروس في طريقه إلى بيت العريس تدخلت قوة قاهرة فتحول الموكب إلى صخور، فيما تحولت العروس إلى طائر أبيض اللون تمكن من اللجوء إلى الجبال البعيدة.